# Karl Geiler
Karl Hermann Geiler (* 10. August 1878 in Schönau im Schwarzwald; † 14. September 1953 in Heidelberg) war ein deutscher Rechtswissenschaftler und Politiker (DDP, später parteilos). Er war von Oktober 1945 bis Dezember 1946 Ministerpräsident des Landes Groß-Hessen. Von 1929 bis 1939 war er Ordinarius für Handelsrecht, ab 1947 für Internationales Recht an der Universität Heidelberg sowie im akademischen Jahr 1947/48 deren Rektor.

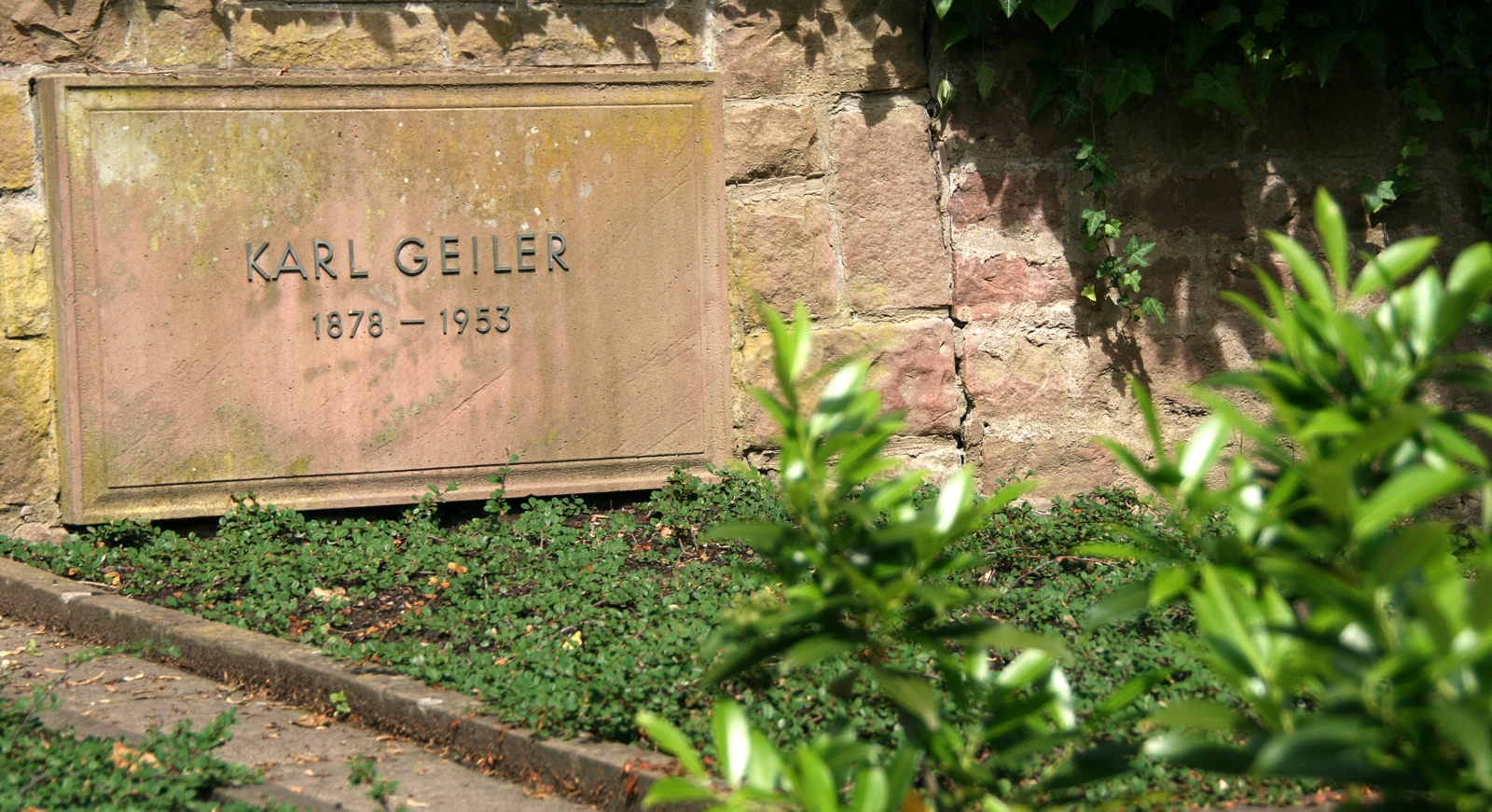
Geilers Grabanlage auf dem Heidelberger Bergfriedhof

## Leben
Seine Eltern waren der spätere Generalstaatsanwalt in Karlsruhe Karl Geiler der Ältere und dessen Ehefrau Anna, geborene Piristi. Er besuchte das Berthold-Gymnasium Freiburg und diente nach dem Abitur als Einjährig-Freiwilliger im 5. Badischen Infanterie-Regiment Nr. 113. Er begann Rechtswissenschaft an der Albert-Ludwigs-Universität Freiburg zu studieren und wurde 1897 im Corps Rhenania Freiburg aktiv. Am 26. Februar 1898 recipiert, war er ein guter Subsenior. Als Inaktiver wechselte er an die Ruprecht-Karls-Universität Heidelberg. Das Referendarexamen bestand er als Jahrgangsbester im Großherzogtum Baden mit „gut“. Nachdem er 1903 auch die Assessorprüfung mit „gut“ bestanden hatte, war er Amtsanwalt in Karlsruhe und Heidelberg, beim Bezirksamt Wolfach und im Badischen Innenministerium.

### Mannheim
1904 ließ er sich als Rechtsanwalt in Mannheim nieder. Im selben Jahr heiratete er Charlotte Hirsch (* 1882). 1909 trat er in die berühmte Kanzlei von Ernst Bassermann und Anton Lindeck ein. Der Jude Lindeck, Angehöriger und später Ehrenmitglied des Corps Hannovera Göttingen, war Verkehrsgast bei Rhenania gewesen. Diese Beziehung machte Geiler in der Zeit des Nationalsozialismus große Schwierigkeiten. 1910 promovierte er an der Universität Heidelberg mit einer handelsrechtlichen Dissertation zum Dr. iur. Grundlage war seine Mitarbeit an der 2. Auflage eines von Adelbert Düringer herausgegebenen Kommentars zum Handelsgesetzbuch.
Bereits 1907 hatte Geiler an der Gründung der Handelshochschule Mannheim mitgewirkt. An ihr lehrte er viele Jahre.

### Erster Weltkrieg
Nach den Ranglisten der Preußischen Armee war Geiler in seinem Freiburger Regiment 1903 Leutnant und 1912 Oberleutnant der Landwehr geworden. Mit der 55. Landwehr-Infanterie-Brigade im XIV. Armee-Korps zog er in den Ersten Weltkrieg. An der Westfront erhielt er im September 1914 das Eiserne Kreuz II. Klasse; im Oktober 1914 wurde er zum Hauptmann befördert. Für die Corpszeitung schrieb er Gedichte und Nachrufe auf gefallene Corpsbrüder und  patriotische Gedichte („Deutschland“). Im Sommer 1916 befasste er sich mit der Schuld von Deutschlands Gegnern am Kriegsausbruch. 1917 wurde Geiler Bataillonskommandeur im Infanterie-Regiment Nr. 469 (240. Infanterie-Division). Bis zu seinem Abschied aus dem Militärdienst im Frühjahr 1918 war Geiler noch das Eiserne Kreuz I. Klasse sowie das Ritterkreuz II. Klasse des Ordens vom Zähringer Löwen mit Eichenlaub und Schwertern verliehen worden. Nach seinem Ausscheiden wurde er Syndikus beim Schaffhausenschen Bankverein in Köln.

### Heidelberg
Geiler hatte seinen Wohnsitz bereits während des Krieges nach Heidelberg verlegt. Gleich nach Kriegsende nahm er seine Anwalts- und Dozententätigkeit in Mannheim wieder auf. Die Handelshochschule ernannte ihn im Januar 1919 zum Professor. Die Universität Heidelberg sprach ihm aufgrund seiner vorliegenden Arbeiten 1921 die Habilitation zu und ernannte ihn zum apl. Professor für Finanz- und Wirtschaftsrecht. Seit 1928 ordentlicher Honorarprofessor, wurde er 1929 von der Fakultät einstimmig zum Ordinarius für Handelsrecht bestimmt. Anders als die Universität wünschte das Badische Kultusministerium die Aufgabe der Anwaltstätigkeit. Vermutlich aus finanziellen Gründen lehnte Geiler dieses Ansinnen ab; denn er war zu einem der angesehensten Wirtschaftsanwälte Deutschlands geworden. Von 1921 bis 1939 las er an der Heidelberger Universität in jedem Semester Wirtschaftsrecht, Gesellschaftsrecht und Steuerrecht. Er verfasste zahlreiche Publikationen, gab Kommentare zum Handelsrecht heraus und nahm an vielen internationalen Kongressen teil. Bei ihm schrieb Fritz Bauer seine Dissertation.

### Zeit des Nationalsozialismus
In der Weimarer Republik war Geiler über einige Jahre Mitglied der Deutschen Demokratischen Partei; politisch war er aber kaum hervorgetreten. Dennoch geriet er nach der Reichstagswahl März 1933 ins Visier der Nationalsozialisten – sein Schwiegervater war Jude. Unter dem Druck des Arierparagraphen drängte ihn sein Corps 1934 das Band niederzulegen.
Gegen die einmütige Empfehlung der Fakultät entzog der Nationalsozialistische Deutsche Dozentenbund Geiler 1939 die Honorarprofessur und die Venia legendi. Seine Anwaltstätigkeit in Mannheim blieb unangetastet; allerdings hatte er die Sozietät mit Lindeck schon 1937 lösen müssen. Mit dem Heidelberger Anwalt Wilhelm Zutt – der später die Berufung zum Ministerpräsidenten ablehnte – gründete Geiler eine neue Partnerschaft in Mannheim.
Auch während des Zweiten Weltkrieges wurde Geiler immer wieder von der Gestapo und der SS behelligt. Ob sich das nach dem Tode seiner Frau (Januar 1942 in Baden-Baden) änderte, ist nicht bekannt.

## Ministerpräsident in Groß-Hessen
Gleich nach Kriegsende wurde Geiler von der Universität Heidelberg gebeten, seine alten akademischen Rechte wieder wahrzunehmen. Geiler, der sofort an Veranstaltungen bürgerlicher Parteien teilnahm, war jedoch für höhere Aufgaben vorgesehen. Die US-amerikanische Militärregierung hatte sich bei der Suche nach unbelasteten Persönlichkeiten an Karl Jaspers gewandt. Er empfahl Kontakt zu Alfred Weber und Geilers Sozius Zutt in Mannheim aufzunehmen. Zutt lehnte die Berufung zum Ministerpräsidenten ab, empfahl jedoch – wie andere – seinen Partner Geiler. Der 67-jährige Heidelberger Rechtsanwalt und Professor schien alle Eigenschaften zu besitzen, die für die Leitung eines ersten Allparteienkabinetts erforderlich waren. Zudem war er politisch unbelastet und parteilos.
So wurde Geiler am 16. Oktober 1945 in Wiesbaden in sein Amt als Ministerpräsident von Groß-Hessen eingeführt. Innerhalb von zwei Wochen war die Suche nach den Kabinettsmitgliedern abgeschlossen. Justizminister wurde Georg August Zinn. Das Kultusministerium übernahm Franz Böhm, ein Corpsbruder, der während der NS-Zeit seines Lehramtes an der Friedrich-Schiller-Universität Jena enthoben worden war und jetzt als Prorektor an der Universität Freiburg lehrte. Zwar bekundeten alle vier in der Regierung vertretenen Parteien (SPD, CDU, FDP und KPD) ihre Unterstützung der Interimsregierung; doch besonders die SPD, die sich um den Posten des Ministerpräsidenten betrogen sah, zeigte sich Geiler gegenüber äußerst kritisch. Nach den ersten Kommunalwahlen in Hessen 1946 brachte sie das Kabinett Geiler in eine schwere Krise, indem sie ihre Minister aus der Regierung zurückzog. Auf Druck der Amerikaner kehrte die SPD zwar in die Regierung zurück; sie verlangte aber ultimativ die Ablösung des der CDU zugerechneten Kultusministers Böhm. Als Jurist schien er ihr für die so wichtige Umerziehung in den Schulen ungeeignet. Die Amerikaner entließen Böhm. Geiler drohte mit sofortigem Rücktritt, sollte sich ein solcher Fall wiederholen. Es gelang ihm noch, das Ausscheiden Böhms als einen freiwilligen Verzicht und nicht als Nachgeben gegenüber der SPD erscheinen zu lassen; der sozialdemokratische Ministerialdirektor wurde gleich mitentlassen.
Ein wichtiger Schritt zur Demokratisierung war der Beratende Landesausschuss (Groß-Hessen), den Geiler berufen hatte und am 26. Februar 1946 im Nassauischen Landestheater feierlich eröffnete. Am 30. Juni 1946 wurde die Verfassungberatende Landesversammlung (Groß-Hessen) gewählt.  Die politischen Parteien forderten ihr Recht, und es war erkennbar, dass die Zeit der überparteilichen Regierung Geilers ablief. Die Hessische Verfassung, die am 1. Dezember 1946 in einer Volksabstimmung angenommen wurde, war das Werk der Parteien, nicht das Werk Geilers, der in vielen Sachfragen anderer Meinung war.
Die SPD drängte nach der Landtagswahl in Hessen 1946 an die Macht und wollte Geiler, der sich inhaltlich mehr auf CDU und FDP stützte, loswerden. Geiler hatte gehofft, als Ministerpräsident einer Großen Koalition im Amt bleiben zu können. Am 20. Dezember 1946 trat er enttäuscht zurück. Zu seinem Nachfolger wurde Christian Stock (SPD) gewählt.
Geiler pflegte gute Kontakte in die Sowjetische Besatzungszone und traf mehrfach mit seinem Thüringer Kollegen Rudolf Paul zusammen. Seinen Abschied im Januar 1947 verband er mit der Mahnung, die Deutsche Einheit im Auge zu behalten.

## Rektor in Heidelberg
Geiler kehrte an die Universität Heidelberg zurück, die ihn auf Antrag der juristischen Fakultät zum Persönlichen Ordinarius für Internationales Recht berief. Da er wirtschaftlich unabhängig war, übertrug ihm das Ministerium keine Beamtenstelle. Trotzdem wählte ihn der Große Senat im Juni 1948 zum Rektor. In seiner Rektoratsrede am 22. November 1948 befasste er sich mit Macht und Recht. Er wandte sich Völkerrechtsfragen zu, arbeitete auf seinem alten Gebiet des Wirtschaftsrechts und veröffentlichte einen Kommentar zum D-Mark-Bilanzgesetz.
Die 1948 von Rhenania angebotene Wiederaufnahme des Bandes lehnte er ab. Die Bundesrepublik Deutschland ehrte Geiler als Pionier des demokratischen Neubeginns mit der Verleihung des Großkreuzes des Bundesverdienstkreuzes, das ihm Bundespräsident Theodor Heuss im Januar 1953 überreichte. Einen Tag nach der Rückkehr vom Juristentag in Hamburg, der ihn zum Ehrenmitglied ernannt hatte, starb Geiler mit 75 Jahren an einem Herzinfarkt. Bei der Beisetzung auf dem Bergfriedhof Heidelberg hielt der Bundesjustizminister Thomas Dehler die erste Grabrede. Er legte auch Trauerkränze des Bundespräsidenten und des Bundeskanzlers nieder. Vertreter Baden-Württembergs, der Heidelberger Universität und ihrer Juristischen Fakultät ehrten den Verstorbenen ebenfalls.
Geiler war Präsident der am 10. Juni 1949 im Schlüchterner Schlösschen gegründeten Arbeitsgruppe „Europäisches Gesundheitswesen“ (Sektion innerhalb einer die „Schaffung der Grundlagen für eine Vereinigung der Völker Europas auf föderativer Basis“ erstrebenden „Europäischen Akademie“; Generalsekretär war der Jurist Maximilian Karl Graf zu Trauttmansdorff).

## Ehrenämter
- Mitglied der Ständigen Deputation des Deutschen Juristentages (1932/33 und 1947–1953), seit 1949 im Geschäftsführenden Ausschuss
- Präsident der Deutschen Europa-Akademie
- Präsident der Deutsch-Französischen Gesellschaft
- Mitglied der Sektion Erziehung der UNESCO
- Mitglied der Deutschen Akademie für Sprache und Dichtung
- Aufsichtsrat der Rheinischen Hypothekenbank
- Aufsichtsrat der Deutschen Continental-Gas-Gesellschaft
- Aufsichtsrat der Rosenthal-Porzellan-AG
- Gründer und Präsident des Automobilclubs von Deutschland
- Verwaltungsrat des Stifterverbandes für die Deutsche Wissenschaft
- Gründer der Gesellschaft der Freunde der Universität Heidelberg.
- Ehrensenator der Universität Heidelberg (zum 75. Geburtstag)

## Ehrungen
- Großkreuz des Bundesverdienstordens (1953)
- Ehrenmitglied des Deutschen Juristentages (1953)